# 特拉姆 (梅克伦堡-前波美拉尼亚州)
特拉姆（德語：Tramm）是德国梅克伦堡-前波美拉尼亚州的市镇，隶属于路德维希斯卢斯特-帕尔希姆县，总面积为42.12平方千米，截至2020年总人口为915人。